# Zerenopsis lepida
Zerenopsis lepida là một loài bướm đêm trong họ Geometridae.